# 배리 배리시
배리 클라크 배리시(영어: Barry Clark Barish, 1936년 1월 27일 ~ )는 미국의 물리학자이다. 2017년에 LIGO를 통한 중력파가 존재한다는 것을 실험적으로 입증한 공로로 라이너 바이스, 킵 손과 함께 노벨 물리학상을 수상했다.

## 참고 문헌
- Cho, A. (2016년 9월 26일). “Will Nobel Prize overlook master builder of gravitational wave detectors?”. 《Science》. doi:10.1126/science.aah7350.
- Cho, A. (2006년 5월 26일). “A Quiet Leader Unites Researchers in Drive for the Next Big Machine”. 《Science》 312 (5777): 1128–1129. doi:10.1126/science.312.5777.1128. PMID 16728609.